# ジオヴァンニー・バリアーニ・マルケス
ジオヴァンニー（Giovanny）ことジオヴァンニー・バリアーニ・マルケス（ポルトガル語: Giovanny Bariani Marques、1997年9月19日 - ）は、ブラジルのサッカー選手。ポジションはMF。

## クラブ歴
SCコリンチャンス・パウリスタで選手となったが同クラブで出場はせず、グアラチンゲタ・フチボウで選手初出場。その後完全移籍し、AAポンチ・プレッタに期限付き移籍。2016年にアトレチコ・パラナエンセに加入、2017年にパラナ・クルーベへ期限付き移籍した。

## 代表歴
U-17代表として2017 南米ユース選手権に参加した。